# La banda Vallanzasca
La banda Vallanzasca è un film italiano del 1977 diretto da Mario Bianchi.

## Trama
Roberto, un malavitoso da poco evaso dal carcere assieme al compagno Italo, entra in una misteriosa organizzazione criminale dedita ai sequestri di persona. Ben presto farà strada e diventerà uno dei criminali più ricercati della città.

## Il titolo del film
A dispetto del titolo, il film non contiene alcun riferimento al noto bandito Renato Vallanzasca.

## Critica
A proposito del film Il Giorno nel 1978 ha scritto: «Era inevitabile che il nome di Renato Vallanzasca finisse nel titolo di qualche film italiano. È puntualmente avvenuto con questo prodotto di serie C che ha la firma di Mario Bianchi, incapace di riscattare una sceneggiatura buttata giù a braccio, sui binari ormai arrugginiti del “gangster-spaghetti”, e di dare spessore psicologico e attendibilità ai personaggi di una vicenda in cui i riferimenti con la vera storia di Vallanzasca e C. sono assai labili. Alla rozzezza della messinscena e della sceneggiatura corrispondono l'inettitudine degli attori e la banalità dei dialoghi».